# NGC 5034
NGC 5034 أو إن جي سي 5034 هيَ مجرة حلزونية متوسطة تَقع ضمن كوكبة الدب الأصغر.

## وصلات خارجية
- NGC 5034 على موقع ويكي سكاي: DSS2, SDSS, GALEX, IRAS, Hydrogen α, X-Ray, Astrophoto, Sky Map, Articles and images